# 존 셀든

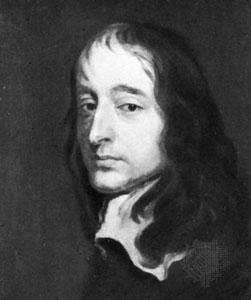
존 셀든의 초상화

존 셀든( John Selden; 1584년 12월 16일 - 1654년 11월 30일 ) 영국의 법학자이며, 영국의 고전법과 헌법을 연구한 학자이다. 존 밀턴은 그를 영국 출신의 가장 유명한 지식인이라고 평하였다.

## 생애
1618년에 그의 작품인 < 십일조의 역사 >가 검열에 통과되었지만, 주교들 간에 많은 논쟁을 낳게 하였다. 그의 의견을 철회하라는 요구도 있었고, 그의 작품 또한 제재를 당하였다.
하지만, 그의 저항 정신은 영국의 표현의 자유에 대한 운동을 일으켰고, 의회주의에 기여를 하였다.
1643년에 그는 웨스트민스터 총회에서 토론에 참석하였고, 그의 에라스투스주의적인 생각은 조지 길레스피에 의해 지적되었다. 그의 의견에 함께한 자는 토머스 콜먼, 존 라잇풋 등이 있다.

## 같이 보기
- 토마스 에라스투스